# Бистров Володимир Вікторович
Володимир Вікторович Бистров (рос. Владимир Викторович Быстров; нар. 13 листопада 1942, Москва, СРСР) — радянський російський футболіст, півзахисник.

## Життєпис
Вихованець ФШМ Москва. Капітан збірної Москви в 1958-1959 роках. Виступав за дублюючі склади «Локомотива» Москва (1960-1961) та ЦСКА (1961-1962). У 1962 році перейшов у команду міста Серпухова з класу «Б». 1963 та початок 1964 року провів у команді, перейменовану в «Зірку», у класі «Б». Наступні півтора сезони відіграв у першій групі класу «А» за ЦСКА (1964) і «Локомотив» (Москва) (1965). Потім виступав за клуби «Шинник» Ярославль (1966-1968), «Таврія» Сімферополь (1969-1971), «Спартак» Кострома (1972-1974). Майстер спорту СРСР (1964).
У 1980-х роках працював тренером відділу футболу Всесоюзного ради ДСТ профспілок.